# Otívar
Otívar è un comune spagnolo di 1 082 abitanti situato nella comunità autonoma dell'Andalusia.